# Färna (fisk)
Färna (Squalius cephalus) är en art i familjen karpfiskar som först beskrevs av Carl von Linné, 1758. Andra trivialnamn är bredpannad id, dickkopp eller årännare. Färna ingår i släktet Squalius och familjen karpfiskar. IUCN kategoriserar arten globalt som livskraftig. Inga underarter finns listade.

## Utseende

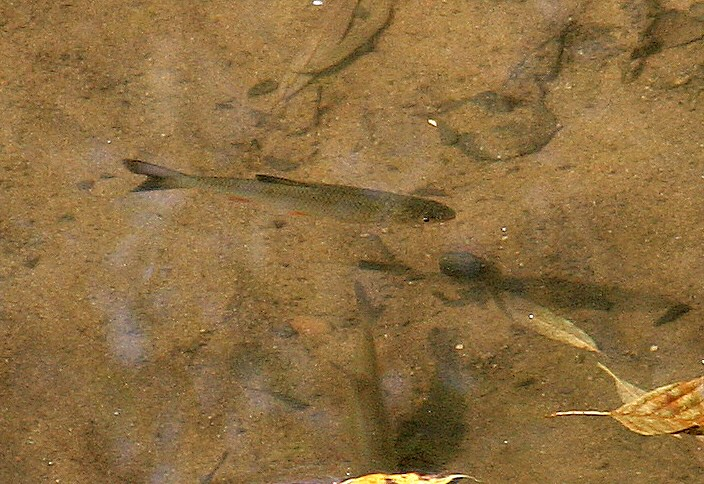

Färnan når vanligen en längd av 30 cm och vissa exemplar blir omkring 60 cm långa. Mindre och medelstora individer väger upp till 300 g och större exemplar väger vanligen upp till 1500 g. Den största uppmäta färnan hade en vikt av 8000 g. Den fångades i Frankrike. Artens analfena är i nedre kanten bågformigt avrundad - inte tvär eller inskuren. Den har 44 och 46 fjäll på sidan vilket är mindre än hos iden. Svalgtänderna sitter i två rader, med två i ena och fem i den andra raden. Färgen växlar liksom hos iden efter årstid och ålder och är mer eller mindre ljust silvergrå, med mörkare olivgrön färg på ryggen. Buk- och analfenorna är hos de äldre vackert karmosinröda, med gul bas; de yngre har bleka, gråaktiga fenor liksom iden. 

## Utbredning
Färnan förekommer i större delen av Europa.

### Förekomst i Sverige
Färnan förekommer på flera platser i mellersta och södra Sverige, men inte i större mängd, och den är en av Sveriges mindre vanliga mörtfiskar. Några platser där den är relativt vanlig är åarna Tidan i Västergötland, Kolbäcksån i Västmanland och Svartån i Östergötland.[källa behövs]

## Sportfiske
Färnan är en mycket populär sportfisk. Stora exemplar anses som stridbara och är en intressant fångst för många sportfiskare. Det svenska rekordet innehas av Jerker Löf från Motala som fångade sin rekordfärna den 12 maj 2015. Fisken vägde 3 580 gram och var 63 centimeter lång. Detta rekordexemplar fångades i Svartån.